# Eelderbaan
De Eelderbaan vormt samen met het Suikerunieterrein, Westpark en het Roege Bos een ecologisch kerngebied groen binnen de Stedelijke Ecologische Structuur (SES).

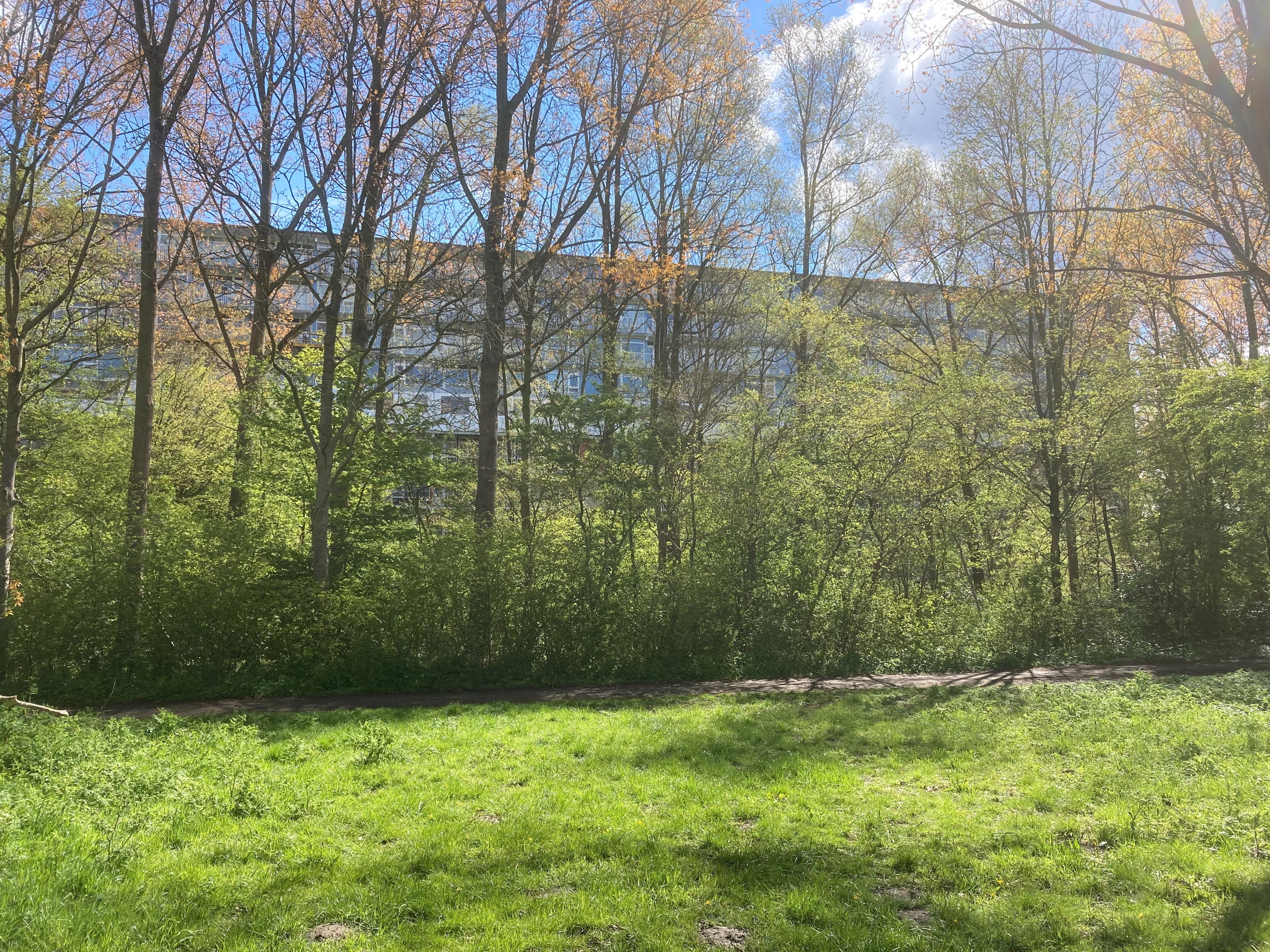
Voormalig gazon wordt omgezet in weiland met bloemen ter hoogte van de Saffierflat

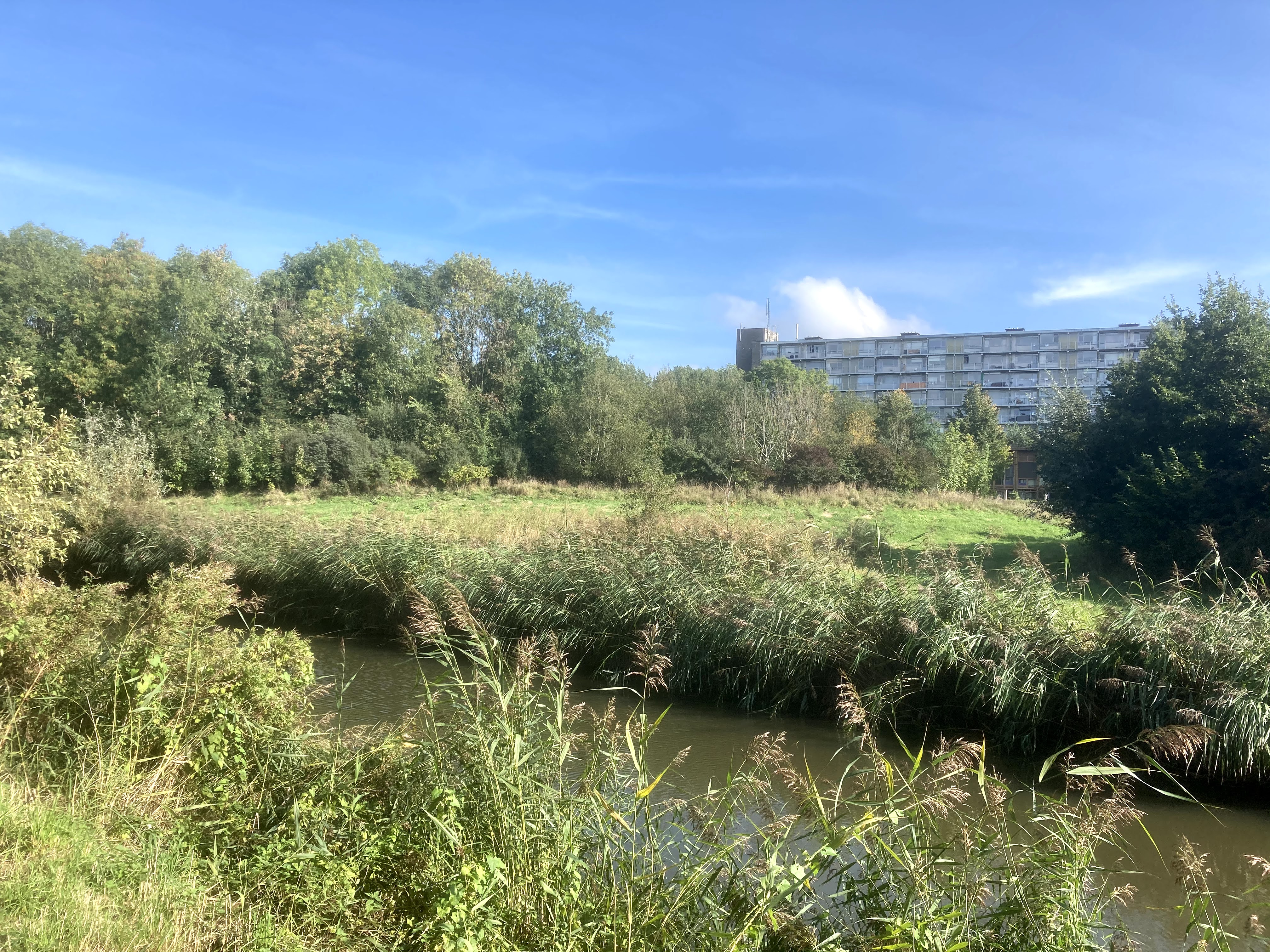
Uitzicht op het centrum van de Eelderbaan vanaf het iets hoger gelegen Roege Bos

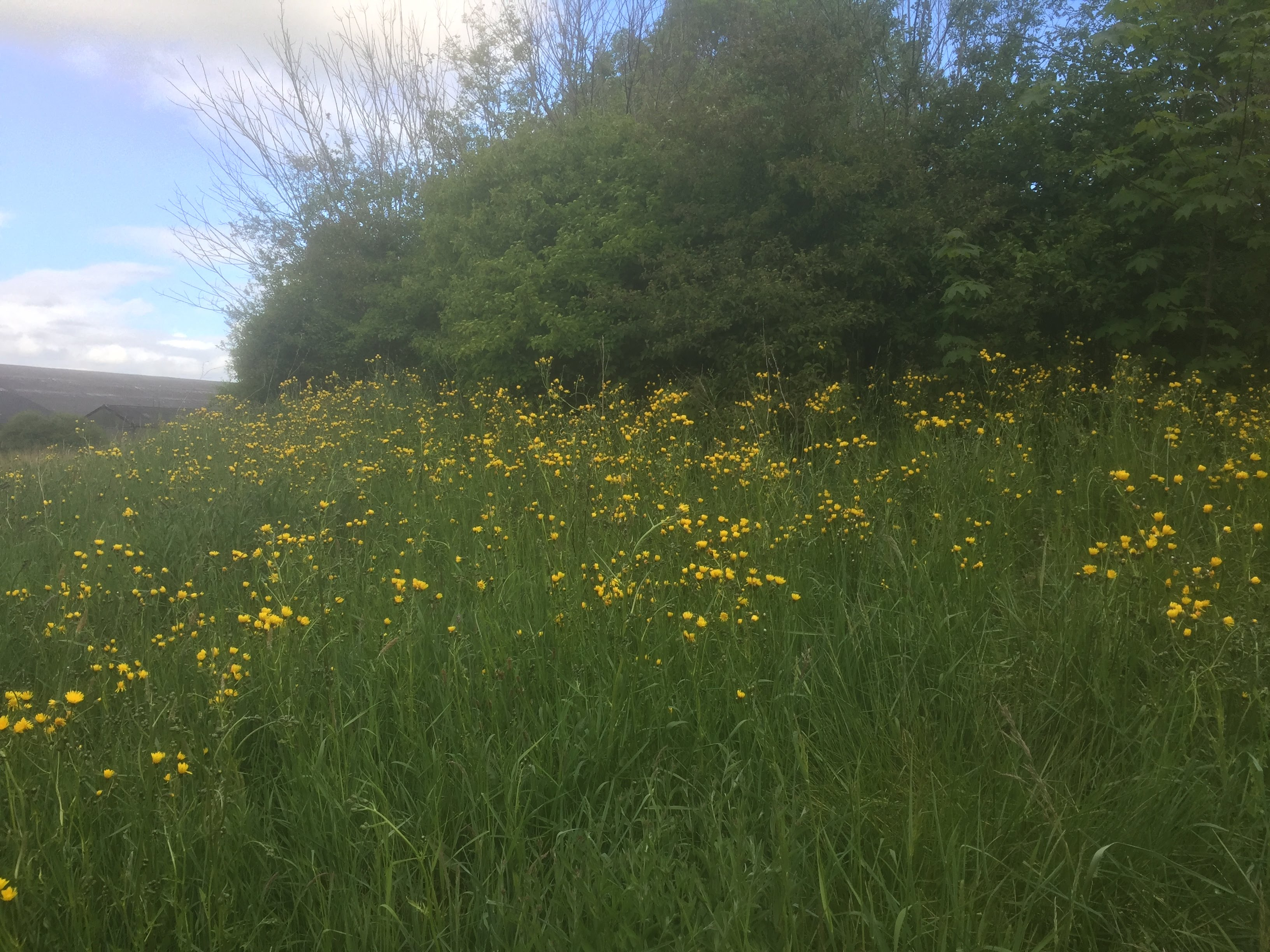
In de zomer bloeit het Groot Streepzaad uitbundig om de zuidelijke helling van een heuvel

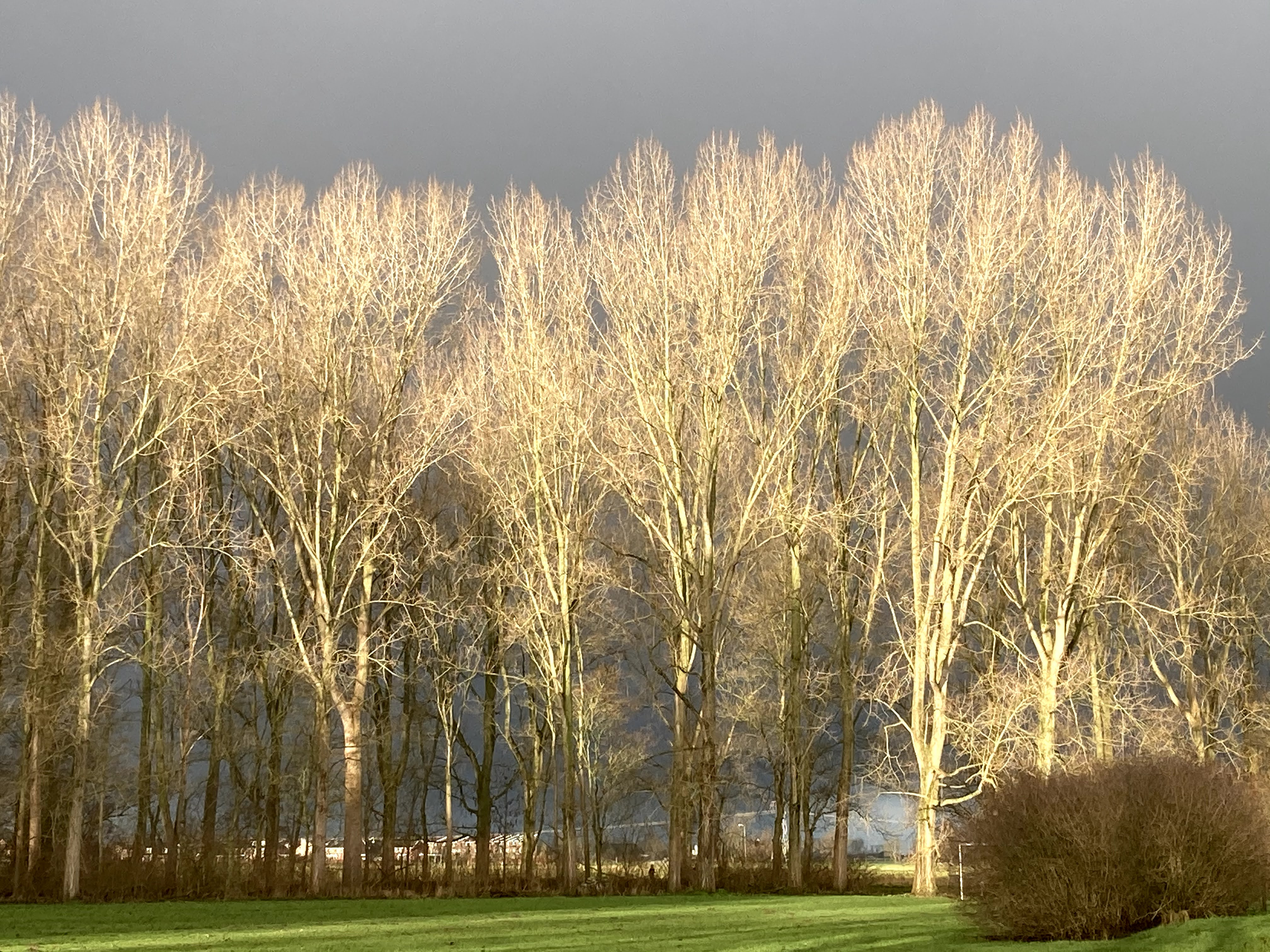
Dreigende lucht in de populierensingel, het woongebied van twee eekhoorns

De naam Eelderbaan wordt niet vaak gebruikt. Het is een 23,9 hectare groot parkgebied ten westen van Groningen tussen de wijken Vinkhuizen aan de oostkant en de vinexwijk De Held aan de westkant. Het ligt aan de benedenloop van het Peizerdiep ten oosten van Hoogkerk, dat op een zandrug van de Hunsinge, de middeleeuwse naam voor het Peizerdiep, ligt. 
De Eelderbaan is gelegen in de polder De Oude Held en was onderdeel van het in 1830 ontstande Waterschap De Oude Held. Deze naam en ook de noordelijker gelegen polder Jonge Held zijn afkomstig van de namen van twee molens. De molen de Jonge Held staat nog steeds aan de Friesestraatweg bij Slaperstil.
De Eelderbaan, in tegenstelling tot het Roege Bos, bevat geen losloopzone voor honden waardoor het gebied ecologisch waardevoller is. Ook is hier geen voedselrijke tarragrond van de Suikerunie naar toe gebracht. 

## Geschiedenis

### Voorgeschiedenis Geologie Archeologie
Het park ligt in het oerstroomdal van de Drentsche Aa met een kleilaag van 3 m dik waarna 3 m diepte het pleistocene zand begint. De klei-afzettingen in dit gebied zijn afkomstig van de Drentsche Aa en het Eelderdiep. Omstreeks 1200 is de dunne veenlaag die hier bovenop lag weggespoeld. Tijdens opgravingen is een paalpunt gevonden met jaarring die aangaf dat de boom gekapt werd na het jaar 129. Deze paalpunt was onderdeel van een boerderij op de stroomdalrug van een kreek die door dit veenlandschap liep. Na de 4e eeuw werd het gebied te nat door de dalende veenbodem en de toenemende zee-invloed te nat voor bewoning enwerd daarom weer verlaten om in de Middeleeuwen weer terug te komen. In de late middeleeuwen ontstond er een poldergebied dat onderdeel vormde van Lieuwerderwolde en later van het Westerstadshamrik (I). In de 17e eeuw werd er voor het eerst melding gemaakt van de boerderij Vinkhuis

### Ringweg
Net als het Pioenpark werd door de Eelderbaan ruimte vrij gelaten voor een nieuwe weg tussen Eelde en de Friesestraatweg. Deze westelijke ringweg is later langs de Frieschestraat weg aan de oostkant van Vinkhuizen gekomen. De Eelderbaan was de geplande verbindingsweg aan de Westkant van de wijk Vinkhuizen en was gelegen in het verlengde van het Eelderdiepje. Deze verbindingsweg is vervangen door de Ringweg West (Frieschestraatweg) aan de Oostkant van Vinkhuizen. Bij de herinrichting van de Onlanden kreeg het Eelderdiep zijn oude functie terug en werd het omgelegde Eelderdiep afgesloten van de bovenloop. Het Eelderdiep mondt even ten zuiden van Hoogkerk uit in het Peizerdiep.

### Inrichting
De Eelderbaan was een eenzijdig stakenbos met weinig variatie. Oorspronkelijk was het een eenzijdig machinaal aangeplant gebied, maar het werd sinds de 20ste eeuw ecologisch beheerd en werd er een regenwaterpoel aangelegd. Op een van de eilanden is een oeverzwaluwwand aangelegd die niet onderhouden is. Op een plukje Daslook bij het ooievaarsnet bij de zeer oude Legeweg is de voor Groningen kenmerkende Stinzenflora compleet afwezig.

## Flora en fauna
Het gebied bestaat uit een variatie aan bloemrijke graslanden, vijvers, (brede) sloten en poelen en rietland.  Bij de aanleg van het  helyophytenfilter of zuiveringsmoeras in het uiterste zuiden van de Eelderbaan  kon een oude boerderij worden blootgelegd. De bacteriën rond de wortels van deze planten kunnen afgekoppeld regenwater reinigen afkomstig uit de wijk Vinkhuizen. Centraal in het gebied zijn vijvers met eilanden. Op een van deze eilanden is een slecht onderhouden oeverzwaluwwand aanwezig. In deze sloten bloeit in de nazomer Loos blaasjeskruid overvloedig terwijl de exoot Grote waternavel nog afwezig terwijl deze plant in het Leekstermeer en bij de wijk Gravenlaan veelvuldig woekert.
Tijdens de 60ste Nationale Boomfeestdag op woensdag 22 maart 2017 werden 18 fruitbomen aan de Siersteenlaan geplant door CBS De Hoeksteen. Het thema dat jaar was "Bomen verbinden". De appelbomen betroffen Goudrenet, Elstar en ook een enkele peer of pruim.